# Carlos Muñoz (futbolista mexicano)
Carlos Eduardo Muñoz Remolina (San Luis Potosí, 8 de septiembre de 1959), popularmente apodado "El Internacional" , “El Pierna Fuerte” , “El Tigre Mayor” , y “Carlitos", es un exfutbolista mexicano, quien jugó de centrocampista y es actualmente el director de Fuerzas Básicas de Tigres de la UANL. Fue también miembro de la Selección de fútbol de México. Muñoz fue el asistente técnico durante 11 años en Tigres de la UANL.

## Vida personal
Muñoz es Ingeniero Industrial y cristiano, Carlos Reinoso ha expresado en repetidas ocasiones su agradecimiento a Muñoz, en la que Reinoso tenía una etapa muy difícil de su vida, Muñoz fue el que lo ayudó y lo acercó al cristianismo, lo cual le ayudó mucho.

## Carrera como jugador
Carlos Muñoz debutó en club Atlético Potosino de San Luis Potosí en el año de 1979 en partido contra el Guadalajara, y se mantuvo en el Potosino hasta 1982. Llegó a Tigres de la UANL en la temporada 1982-1983. Está considerado uno de los centrocampistas mejores en la historia del fútbol de México, y no fue hasta la llegada de Carlos de los Cobos, quien empezó a tomar el sitio de Muñoz para el equipo nacional en 1995. Una referencia, un símbolo, un icono, un gladiador, un jugador de franquicia, quien defendió los colores de Tigres de UANL en todas las áreas y todas las formas, Muñoz estuvo respetado por su carácter y temido por sus rivales por su habilidad y destreza con el balón.

### México
Muñoz empezó su carrera internacional en la 1981 FIFA Campeonato de Juventud Mundial en Australia, donde México acabó tercer en su grupo. Muñoz jugó los tres partidos completos. 0-1 Alemania Del oeste equipo nacional, 1-1 España U-20 equipo nacional, y 3-3 Egipto U-20 equipo nacional).
Muñoz jugó en el Mundial de México de 1986, afrontando a equipos como Bélgica, Paraguay en el Grupo B. Muñoz también jugado en los octavos de final. El partido fue en contra de la Bulgaria donde México ganó 2-0. Su último partido en el Mundial fue contra Alemania donde México cayó 4-1 en penales en los cuartos de final.

## Carrera de entrenador
Después de retirarse como jugador, tomó gestión como auxiliar técnico de Tigres de la UANL desde 1998 hasta el 2009. Actualmente es director de las Fuerzas Básicas de Tigres de la UANL.